# Lunohod 1
Lunohod 1 (rus. Луноход 1) je bilo sovjetsko vozilo za vožnjo po Luni. Izstrelili so ga 10. novembra 1970 s kozmodroma Bajkonur na raketi Proton. Bil je prvo od dveh vozil, ki so jih izstrelili v programu Lunohod. Lunohod 1 je bil prvi rover na daljinsko usmerjanje na svetu. 
Lunohod 1 je deloval 322 dni, prepotoval je okrog 10 kilometrov in posnel okrog 10000 slik in 206 visokoločljivih panoram. Prav tako je izvedel spektroskopijo materiala na Luni. 14. septembra 1971 so izgubili kontakt z roverjem.